# 小行星33863
小行星33863（33863 Elfriederwin）是一颗绕太阳运转的小行星，为主小行星带小行星。该小行星于2000年5月5日发现。

## 轨道参数
小行星33863的轨道半长轴为2.2543723 UA，离心率为0.174。